# Улы-Аряма
Улы-Аряма (баш. Оло Әрәмә) — деревня в Благоварском районе Республики Башкортостан Российской Федерации. Входит в состав Кучербаевского сельсовета. 

## История
В «Списке населенных мест по сведениям 1870 года», изданном в 1877 году, населённый пункт упомянут как деревня Улы-Аремы 2-го стана Уфимского уезда Уфимской губернии. Располагалась при речке Чермасане, по правую сторону Казанского почтового тракта от Уфы, в 70 верстах от уездного и губернского города Уфы и в 29 верстах от становой квартиры в деревне Воецкая (Акбашева). В деревне, в 2 дворах жили 10 человек (6 мужчин и 4 женщины, татары).

## География

### Географическое положение
Расстояние до:
- районного центра (Языково): 37 км,
- центра сельсовета (Сынташтамак): 2 км,
- ближайшей ж/д станции (Благовар): 43 км.

## Население
| 2002 | 2009 | 2010 |
| ---- | ---- | ---- |
| 151  | ↘120 | ↘117 |

Согласно переписи 2002 года, преобладающие национальности — татары (49 %), башкиры (47 %).